# Casa Galceran
La Casa Galceran és un edifici de Vilanova i la Geltrú (Garraf) protegida com a Bé Cultural d'Interès Local.

## Descripció
Es tracta d'un edifici entre mitgeres de planta baixa i tres pisos amb coberta plana. A la planta hi ha una porta d'accés rectangular i una altra d'arc escarser. Els pisos superiors presenten obertures rectangulars de dimensions decreixents de baix a dalt. El coronament de l'edifici consisteix en una cornisa de pedra i barana d'obra.
L'element més remarcable d'aquesta casa és la decoració de la façana, amb uns interessants esgrafiats de temàtica floral, diferents a cada pis. A la barana del terrat uns esgrafiats simulen balustres.

## Història
La construcció d'aquest edifici data del segle xviii, tot i que la seva fesomia actual respon a una reforma de façana realitzada per l'arquitecte J. F. Ràfols al voltant de l'any 1920.